# Who Am I?
Who Am I? (originaltitel på pinyin Wo shi shei) är en actionfilm från 1998 från Hongkong regisserad av Jackie Chan och Benny Chan. Jackie Chan spelar även huvudrollen. 

## Handling
Huvudpersonen är en hemlig agent som under ett uppdrag är den ende som överlever en helikopterolycka där de andra i hans team omkommer. Han drabbas dock av minnesförlust och vårdas av en afrikansk stam. Under filmens gång jagar han sin identitet och konfronterar den grupp som hans team sändes ut för att jaga. 

## Rollista (urval)
| Jackie Chan    | – "Who-am-i"      |
| Michelle Ferre | – Christine Stark |
| Mirai Yamoto   | – Yuki            |
| Ron Smerczak   | – Morgan          |
| Ed Nelson      | – General Sherman |